# メディナ・ディクソン
メディナ・ディクソン（Medina Dixon、1962年11月2日 - 2021年11月8日）は、アメリカ合衆国マサチューセッツ州ボストン出身の元女子バスケットボール選手である。

## 経歴
オールドドミニオン大学卒業後の1986年に来日、日本リーグ2部の日本電気に入団。2部MVPを獲得する活躍で1部昇格に貢献。1部でも多くの個人タイトルを獲得した。
米国代表としても1990年世界選手権金メダル、1992年バルセロナオリンピック銅メダルを獲得する。
1995年の女子外国人登録廃止とともに退団。
2021年11月8日に膵臓癌のため59歳で死去。